# Ambrogio Spreafico
Ambrogio Spreafico (* 26. března 1950 Garbagnate Monastero) je italský římskokatolický duchovní a emeritní biskup Frosinone-Veroli-Ferentino a Anagni-Alatri.

## Život
Narodil se 26. března 1950 v Garbagnate Monastero.
Po střední škole vstoupil do noviciátu Barnabitů. Po studiu teologie a filosofie na Papežské univerzitě Urbaniana v Římě byl 12. dubna 1975 vysvěcen na kněze. Následně odešel z kongregace Barnabitů a 1. ledna 1976 byl inkardinován do suburbikální diecéze Palestrina. Věnoval se studiu biblistiky na Papežském biblickém institutu, kde získal licenciát a roku 1984 doktorát.
Od roku 1978 přednášel na Papežském biblickém institutu hebrejštinu a od roku 1992 na Papežské univerzitě Urbaniana Starý zákon. V letech 1997–2003 a 2005–2008 zastával funkci rektora univerzity. Byl předsedou Konference rektorů papežských římských univerzit.
Pastoračně působil v Komunitě Sant'Egidio a ve farnostech Panny Marie v Trastevere a San Filippo Neri in Eurosia. Od roku 1998 byl také poradcem Kongregace pro evangelizaci národů. Dne 3. července 2008 jej papež Benedikt XVI. jmenoval biskupem koadjutorem diecéze Frosinone-Veroli-Ferentino. Biskupské svěcení přijal 26. července z rukou kardinála Tarcisia Bertone a spolusvětiteli byli kardinál William Joseph Levada a biskup Vincenzo Paglia. Dne 18. října nastoupil do úřadu diecézního biskupa.
Dne 4. května 2011 se stal členem Kongregace pro blahořečení a svatořečení a 8. července 2020 Papežské rady pro mezináboženský dialog.
Dne 10. listopadu 2022 bylo papežem Františkem rozhodnutu o sjednocení diecéze Frosinone-Veroli-Ferentino a diecéze Anagni-Alatri pod úřad jednoho biskupa tzn. in persona episcopi, tím se stal biskupem obou diecézí. Dne 1. července 2025 přijal papež Lev XIV. jeho rezignaci na post biskupa diecézí.